# Ambasadorowie Chin w Indiach
Chińska Republika Ludowa posiada w Republice Indii swojego przedstawiciela w randze ambasadora od 1950 roku.
| L.p. | Ambasador      | Okres pełnienia funkcji          |
| ---- | -------------- | -------------------------------- |
| 1.   | Yuan Zhongxian | wrzesień 1950 - luty 1956        |
| 2.   | Pan Zili       | kwiecień 1956 - lipiec 1962      |
| 3.   | Chen Zhaoyuan  | wrzesień 1976 - grudzień 1979    |
| 4.   | Shen Jian      | marzec 1980 - lipiec 1984        |
| 5.   | Li Lianqing    | listopad 1984 - kwiecień 1987    |
| 6.   | Tu Guowei      | lipiec 1987 - sierpień 1991      |
| 7.   | Cheng Ruisheng | wrzesień 1991 - listopad 1994    |
| 8.   | Pei Yuanying   | styczeń 1995 - marzec 1998       |
| 9.   | Zhou Gang      | kwiecień 1998 - czerwiec 2001    |
| 10.  | Hua Junduo     | sierpień 2001 - listopad 2004    |
| 11.  | Sun Yuxi       | styczeń 2005 - grudzień 2007     |
| 12.  | Zhang Yan      | grudzień 2008 - październik 2012 |
| 13.  | Wei Wei        | styczeń 2013 - sierpień 2014     |
| 14.  | Le Yucheng     | wrzesień 2014 - kwiecień 2016    |
| 15.  | Luo Zhaohui    | wrzesień 2016 - maj 2019         |
| 16.  | Sun Weidong    | lipiec 2019 - październik 2022   |